# Karnkowo (województwo kujawsko-pomorskie)
Karnkowo – wieś w Polsce położona w województwie kujawsko-pomorskim, w powiecie lipnowskim, w gminie Lipno.
Urodził się tu Józef Bartczak (ur. 31 marca 1894, zm. wiosną 1940 w Katyniu) – kapitan piechoty Wojska Polskiego, ofiara zbrodni katyńskiej.

## Podział administracyjny
W latach 1954–1971 wieś należała i była siedzibą władz gromady Karnkowo, po jej zniesieniu w gromadzie Lipno. W latach 1975–1998 miejscowość administracyjnie należała do województwa włocławskiego.

## Demografia
Według Narodowego Spisu Powszechnego (2011-03) wieś liczyła 744 mieszkańców. Jest drugą co do wielkości miejscowością gminy Lipno.

## Ród Karnkowskich
Gniazdo rodu Karnkowskich herbu Junosza, z których wywodził się prymas Polski Stanisław Karnkowski, a także sekretarz Jana Olbrachta i Zygmunta Starego, biskup przemyski Mikołaj Karnkowski.

## Zabytki
Według rejestru zabytków NID na listę zabytków wpisane są
- kościół parafialny pw. św. Jadwigi z roku 1761, nr rej.: A/432 z 15.11.1982
- zespół dworski z XIX w., nr rej.: A/1346 z 23.03.1991
  - dwór, lata 1808-1824
  - 2 oficyny, 1. ćwierć XIX w.
  - gorzelnia, rok 1886
  - dworek, 4. ćwierć XIX w.
  - spichlerz, 2. połowa XIX w.
  - park, 1. połowa XIX w.

Kościół pw. św. Jadwigi Śląskiej zbudowany został w 1584 r. przez Stefana Karnkowskiego w miejscu wcześniejszej drewnianej świątyni, zbarokizowany w 1761 r. z fundacji Piotra Karnkowskiego. Wystrój wnętrza pochodzi z XVI–XIX wieku. W środku znajdują się barokowe rzeźby, płyty nagrobne Karnkowskich i kropielnica granitowa, najprawdopodobniej średniowieczna. Na pobliskim cmentarzu – kaplica z połowy XIX wieku pw. św. Jadwigi.
W pobliżu klasycystyczny murowany dworek (dwór) Karnkowskich zbudowany w latach 1808–1824.